# Homalenotus graecus
Homalenotus graecus is een hooiwagen uit de familie Sclerosomatidae.